# 丁辉 (演员)
丁辉（1993年6月15日—），中国内地舞台剧演员、流行歌手、电台主持人，毕业于上海戏剧学院。2018年10月，作为演唱成员参加湖南卫视综艺节目《声入人心》第一季。代表作品有音乐剧《吉屋出租》、《我的遗愿清单》以及话剧《面包树上的女人》、《暗恋桃花源》。2020年3月，开设电台节目《辉可听FM》。